# 自由民局
难民、自由民及弃置土地局（Bureau of Refugees, Freedmen, and Abandoned Lands）簡稱自由民局（Freedmen's Bureau），是美國聯邦政府於1865年3月3日設立的一個参与南北戰爭后美國南部重建工作的机构，它隸屬於美国陆军部。原本美国国会规定自由民局運作至1866年，后来國會內的美國共和党人又讓自由民局延长運作至1872年。 该局由前将军奥利弗·奥蒂斯·霍华德主管。